# Heinrich Förster (Bischof)

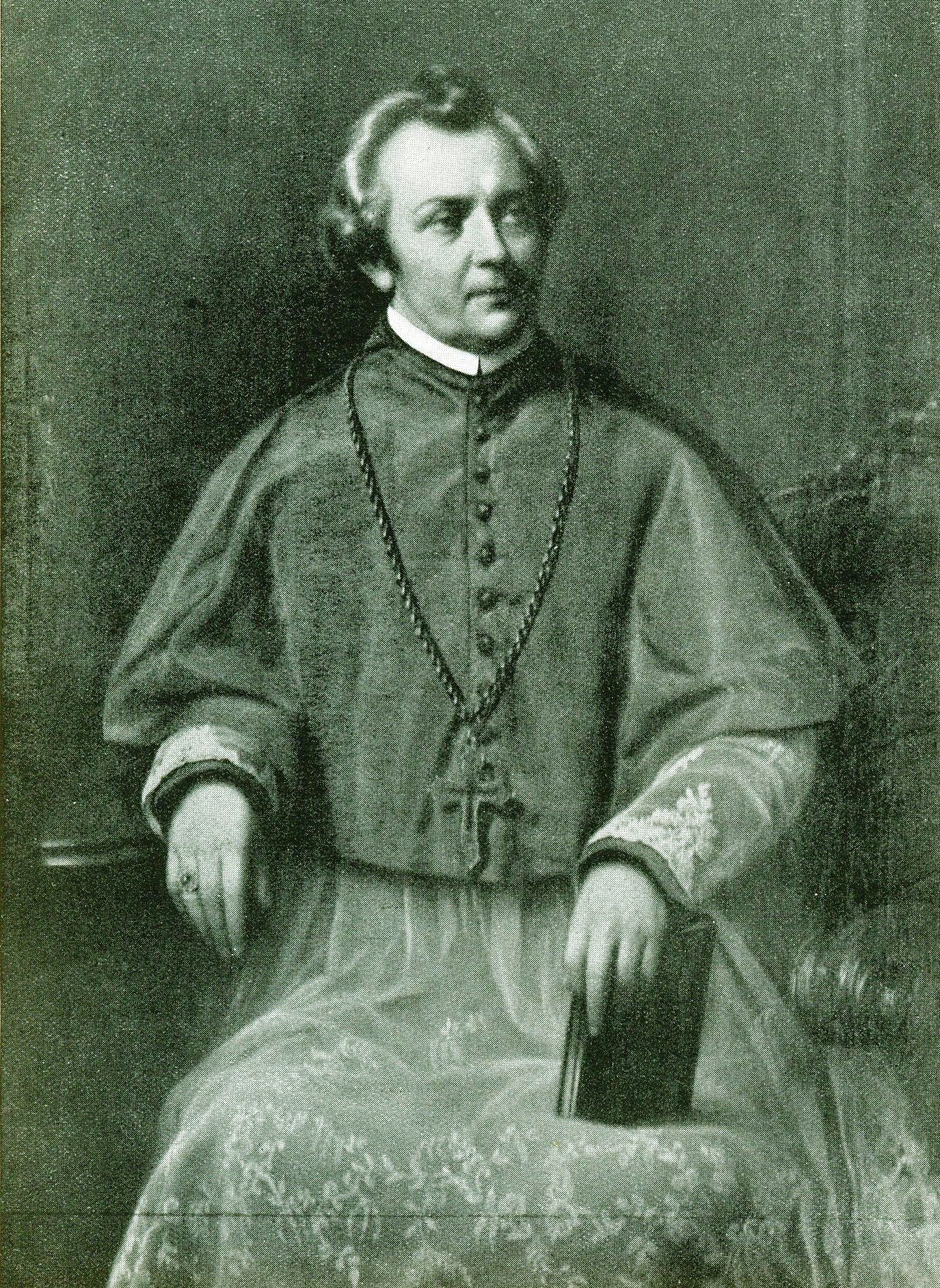
Porträt des Bischofs Heinrich Förster

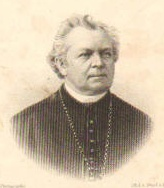
Heinrich Förster, Stich um 1860

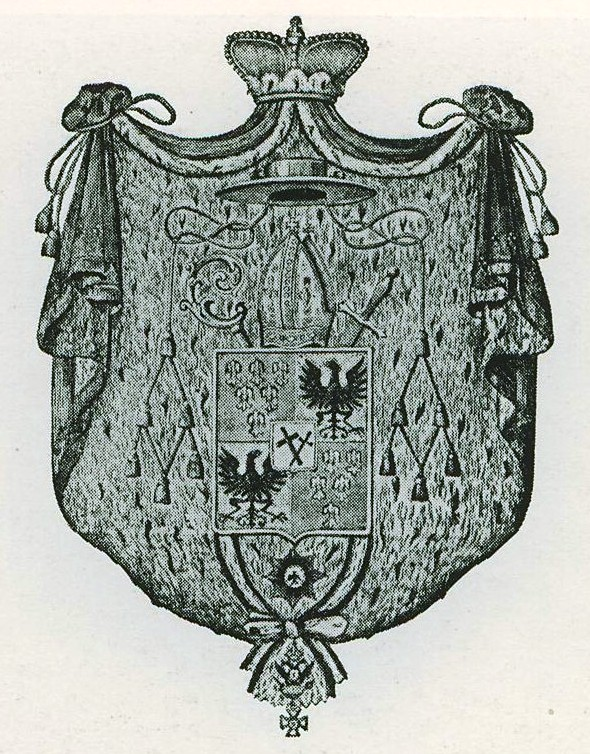
Bischofswappen

Heinrich Ernst Karl Förster (* 24. November 1799 in Glogau in Niederschlesien; † 20. Oktober 1881 in Johannesberg) war ein deutscher römisch-katholischer Theologe und Priester. Er war Domprediger und Dompropst in Breslau. Er war 1848 Abgeordneter in der Frankfurter Nationalversammlung. Von 1853 bis 1881 war er Fürstbischof von Breslau.

## Herkunft und Werdegang

### Ausbildung
Heinrich Förster wurde als zweites von drei Kindern des Malermeisters und Portraitmalers Johann Kasper Förster und dessen Frau Marianne geb. Rittler (1771–1823) geboren und tags darauf durch den Kaplan Joh. Nep. Gerstel in der katholischen Pfarrkirche von Glogau auf den Namen Henricus Ernestus Carolus getauft. Seine Schwester Monica Henrietta Carolina war 1797 geboren worden, sein Bruder Eduard Johannes Josef, der Zeichenlehrer am Katholischen Gymnasium in Glatz wurde, kam 1808 zur Welt. Während der französischen Besetzung Glogaus von 1806 bis 1814 wohnte Heinrich Förster mit seinen Eltern und Geschwistern im nahegelegenen Klopschen (Kłobuczyn).
Von 1814 bis 1821 besuchte Förster das Königliche Katholische Gymnasium in Glogau, wo der mittelmäßige Schüler sich vor allem fürs Deklamieren und künstlerische Zeichnen begeisterte.
Von 1821 bis 1824 studierte Heinrich Förster Katholische Theologie an der Breslauer Universität „Leopoldina“. Hier wurde er 1821 Mitglied der Burschenschaft Arminia Breslau und ein guter Fechter.

### Priester
Nach der Priesterweihe am 17. April 1825 (Primiz in der Kirche St. Maria auf dem Sande in Breslau) wirkte er bis 1827 als Kaplan an der Johanniskirche (unter Pfarrer August Ober aus Glogau) in Liegnitz und 1828 zunächst als Pfarradministrator, danach von 1829 bis 1837 als Pfarrer in Landeshut, wo er 1836/37 für die Schlesische Gesellschaft für vaterländische Kultur Barometer- und Thermometermessungen durchführte und bereits einen Ruf als guter Prediger hatte. Durch Leopold von Sedlnitzky wurde er im Oktober 1837 als Domprediger und residierender Domherr (Domkapitular) an die Breslauer Kathedrale berufen. Sein Nachfolger in Landeshut wurde Joseph Klopsch (1802–1879). 1843 wurde Förster zum Dr. theol. promoviert und engster Mitarbeiter des designierten Fürstbischofs Melchior von Diepenbrock (beide erhielten im April 1845 die Ehrendoktorwürde der katholisch-theologischen Fakultät der Universität Breslau).
Am 3. Juni 1844 lernte Förster bei einem Festessen anlässlich einer Jubiläumsveranstaltung in Oels seinen späteren Freund, den umherziehenden Schauspieler und Schriftsteller Karl von Holtei, dessen Stiefmutter und Stiefschwester in Oels lebten, kennen.
Im Gegensatz zur regierungsfreundlichen Haltung des damaligen Fürstbischofs Leopold von Sedlnitzky vertrat Förster im „Mischehenstreit“ den kirchlichen Standpunkt und bat wegen dessen nachgiebiger Haltung gegenüber der Regierung am 2. Juni 1840 den Bischof um seinen Rücktritt als Rat des Fürstbischöflichen General-Vikariat-Amts. In seinen Predigten befasste Förster sich auch mit politischen Themen, wie z. B. dem Deutschkatholizismus, den er ablehnte, oder der Märzrevolution. Gegen den suspendierten Priester Johannes Ronge predigte er am 10. November 1844 im Dom.
Plagiatsvorwürfe gegen Förster wurden laut, nachdem seine Predigtensammlung Homilien auf die Sonntage in erster Auflage 1845/46 erschienen war, die offenbar die Predigtensammlung Predigten für denkende Verehrer Jesu des evangelischen Dompredigers Johann Heinrich Bernhard Dräseke zur Vorlage hatte.
1848 wurde Förster als Abgeordneter für den Wahlkreis Ahaus-Steinfurt in Westfalen, woher sein Förderer, der Fürstbischof Diepenbrock stammte, in die Frankfurter Nationalversammlung gewählt, aus der er – auch unter dem Eindruck der blutigen Unruhen und der Ermordung des schlesischen Fürsten Felix von Lichnowsky – am 23. Oktober wieder ausschied, um an der an diesem Tag beginnenden Würzburger Bischofskonferenz teilzunehmen. Bei dieser Würzburger Synode von 1848, der ersten deutschen Bischofskonferenz, vertrat er den erkrankten Breslauer Bischof Melchior von Diepenbrock und verfasste in dessen Auftrag einen wegweisenden Hirtenbrief.
Einem Angebot Peter Joseph Blums, des Bischofs von Limburg, folgend übernahm Förster am 30. Juni 1849 die seit Juni 1848 vakante Stelle als Stadtpfarrer an der Dompfarrei St. Bartholomäus in Frankfurt am Main. Damit verbunden war eine Domherrnstelle im Domkapitel zu Limburg an der Lahn. Bei der Bischofswahl 1850 in Mainz war Förster einer von drei Kandidaten – gewählt wurde jedoch Wilhelm Emmanuel Freiherr von Ketteler.

### Bischof von Breslau
Nach dem Tod des Fürstbischofs Diepenbrock am 20. Januar 1853 wurde Förster am 27. Januar zum Kapitularvikar und Bistumsadministrator Breslaus gewählt. Am 19. Mai 1853 wählte das Breslauer Domkapitel Heinrich Förster mit 16 von 18 Stimmen zum Bischof. Papst Pius IX. bestätigte die Wahl am 12. September 1853 in Rom. Der Prager Erzbischof, „Seine Fürstliche Gnaden“ Kardinal Friedrich zu Schwarzenberg, spendete ihm am 18. Oktober desselben Jahres die Bischofsweihe (Konsekration) und führte die Inthronisation Försters zum Fürstbischof durch, bei der die Inthronisationspredigt von dem Breslauer Theologen und Domfestprediger Joseph Hubert Reinkens gehalten wurde. Mitkonsekrator war der Breslauer Weihbischof Daniel Latussek. Vom Oktober 1854 bis zum Januar 1855 weilte Förster in Rom. Dort wurde er am 19. November zum Päpstlichen Hausprälaten und Thronassistenten, Solio Pontificio Assistens, ernannt.
Als Bischof setzte Förster die von seinem Vorgänger begonnenen Maßnahmen zur religiösen Erneuerung fort. In seine Amtszeit fällt die Gründung des Neisser Knabenkonvikts, 1866 die Eröffnung des neuerbauten Gebäudes des Breslauer Knabenkonviktes, der von 1862 bis 1869 durch Alexis Langer erfolgte Bau der Michaeliskirche in Breslau, die Gründung der Kongregation der Marienschwestern, der Einzug der Schwestern vom Guten Hirten in die Diözese und der Ausbau des Vereinslebens. Für den Klerus hielt er Diözesanversammlungen ab. Zu Försters Gästen auf seiner Sommerresidenz Schloss Johannesberg gehörte im Herbst 1856 und August/September 1857 der Dichter Joseph Freiherr von Eichendorff. 1858 hielt Förster eine Predigt zur Eheschließung Peters V., des Königs von Portugal, mit der Prinzessin Stephanie von Hohenzollern-Sigmaringen.
Als Fürstbischof von Breslau war Heinrich Förster qua Amt Abgeordneter im Schlesischen Landtag. Am 22. November 1869 reiste er nach Rom, wo er von 1869 bis 1870 am Ersten Vatikanischen Konzil teilnahm, bei dem er zur Opposition gegen die Definition des Unfehlbarkeitsdogmas gehörte. Mit 87 anderen Bischöfen stimmte Förster gegen die Unfehlbarkeit des Papstes in Glaubensfragen und verließ am 17. Juli 1870 gemeinsam mit anderen kritischen Bischöfen Rom. Die durch das Dogma ausgelöste Abspaltung der Altkatholiken, die auch von einzelnen Mitgliedern der Breslauer Katholischen Fakultät unterstützt wurde, konnte er nicht verhindern. Förster unterwarf sich im Folgenden der dogmatischen Konstitution De ecclesia Christi, verkündete das betreffende Kapitel De Romani Pontificis infallibili magisterio seinen Diözesanen und ging auch mit Exkommunikationen gegen diejenigen vor, die das Dogma öffentlich zu bekämpfen suchten. Exkommuniziert wurden etwa der Theologieprofessor und frühere Freund Försters Joseph Hubert Reinkens, der als Dekan den Theologieprofessor Johann Baptist Baltzer, welchem durch Förster 1860 die missio canonica entzogen wurde, unterstützt hatte, sowie am 14. Mai 1873 der 1872 auf Vorschlag der Regierung von Förster ernannte Breslauer Domkapitular Karl Freiherr von Richthofen (1832–1876).
Entschiedenen Widerstand leistete Förster gegen die von der Regierung geplanten Kirchengesetze im (preußischen) Kulturkampf, in dem er wegen der Exkommunikation regierungsfreundlicher Priester – wie 1875 auch des zur altkatholischen Kirche beigetretenen, 1856 von Förster geweihten Kaplans Carl Jentsch (1833–1917; Curatus in Harpersdorf im Kreis Goldberg) – und unliebsamer Pfarrbesetzungen mehrmals zu Geldstrafen verurteilt wurde. Vom Breslauer Oberpräsidenten Schlesiens wurde er „wegen seines prinzipiellen Widerstandes gegen die Kirchengesetze“ im März 1875 zur Niederlegung des Bischofsamtes aufgefordert, und nachdem er dieses abgelehnt hatte, wurde gegen ihn eine Voruntersuchung eingeleitet.
Am 12. Dezember 1873 war Förster, weil er in 29 Fällen dem Oberpräsidenten keine Stellenveränderungen angezeigt hatte, vom Breslauer Stadtgericht verurteilt worden. Die Exekution der Geldstrafe von 11.600 Talern erfolgte im Januar 1874 durch Pfändung von fürstbischöflichem Mobiliar.
Wegen der drohenden Gefangennahme wegen Verstoßes gegen die „Kulturkampfgesetze“ in Preußen begab er sich am 6. Mai 1875 – drei Wochen nach seinem Goldenen Priesterjubiläum, zu dem er am 17. April 1875 von Papst Pius IX das erzbischöfliche Pallium verliehen bekommen hatte – von seiner Breslauer Residenz in die Sommerresidenz Schloss Johannesberg bei Jauernig im österreichischen Bistumsteil seiner Diözese. Am 6. Oktober 1875 verfügte der staatliche Gerichtshof für kirchliche Angelegenheiten Försters Absetzung, die kirchenrechtlich jedoch ohne Folgen blieb. Die Feier seines 25-jährigen Bischofsjubiläums erfolgte am 18. Oktober 1878 in Johannesberg. Obwohl Förster seinen Lebensabend im Exil verbrachte, konnte er nach seinem Tod auf Schloss Johannesberg im Breslauer Dom am 25. Oktober 1881 beigesetzt werden. Die Exequien erfolgten durch den Breslauer Weihbischof Hermann Gleich.
Seinen gesamten Nachlass, darunter 50 Ölgemälde und über 50 Kupferstiche, stiftete er für die 1893 geweihte Breslauer St.-Heinrichs-Kirche, deren Name bis heute an ihn erinnert.

## Briefe
- Vier Briefe Heinrich Förster an Ida Gräfin Hahn-Hahn. 24. August 1852 bis 17. März 1863[16]

## Veröffentlichungen (Auswahl)
- Der Feind kommt, wenn die Leute schlafen. Predigt, gehalten am Vierundzwanzigsten Sonntage nach Pfingsten von Förster, Domherrn, Domprediger, fürstbischöflichem Vikariat-Amts- und Consistorialrathe. Auf vielseitiges und dringendes Verlangen. 1. bis 9. Auflage. F. Hirt, Breslau/Ratibor 1844; 10. Auflage ebenda 1845.
- Homilien auf die Sonntage des katholischen Kirchenjahres. 1845/1846.
- Der Ruf der Kirche in die Gegenwart. Zeitpredigten auf die Sonntage des Kirchenjahres. 2 Bände, 1848 f.
- Gesamte Predigten. 6 Bände, 1848 ff.
- mit D. Latussek, Dr. Ritter, Gärth, [Emanuel Joseph] Elsler, [Karl August Wilhelm] Baron von Plotho, [Joseph] Neukirch, Dr. Herber, Dr. Baltzer, [Joseph] Freiß, Dr. [Joseph] Sauer und [Aloys] Wache: Das Breslauer Domkapitel gegen den „Erlaß des evangelischen Oberkirchenraths vom 29. Juli 1852“. G. Ph. Aderholz, Breslau 1852.[17]
- Gesamte Hirtenbriefe 1853–1878 (Dr. Heinrich Förster, Fürstbischofs von Breslau, gesammelte Hirtenbriefe aus 25 Jahren 1853–1878.) 2 Bände, G. J. Manz, Regensburg 1880.
- Dr. Heinrich Förster’s, Fürstbischof von Breslau, Abschiedsgabe. Predigten auf die Sonn- und Feiertage nebst Gelegenheitsreden. 2 Bände, G. J. Manz, Regensburg 1880.
- Cardinal und Fürstbischof Melchior von Diepenbrock. Ein Lebensbild. Von seinem Nachfolger auf dem bischöflichen Stuhle. Der Erlös gehört einem milden Zwecke. Miniatur-Ausgabe (Zweite Ausgabe). F. Hirt, Breslau 1859.